# Joe Hunt
Joseph Raphael "Joe" Hunt (n. 17 de febrero de 1919 - 2 de febrero de 1945) fue un jugador de tenis estadounidense recordado por lograr el Campeonato Estadounidense en 1943, venciendo en la final al legendario Jack Kramer. Murió como teniente de la Armada de los Estados Unidos durante la Segunda Guerra Mundial a los 25 años.

## Torneos de Grand Slam

### Campeón Individuales (1)
| Año  | Torneo                            | Oponente en la final | Resultado        |
| 1943 | US National Singles Championships | Jack Kramer          | 6-3 6-8 10-8 6-0 |